# Olaf Hense
Olaf Hense, född den 19 november 1967 i Dortmund, är en tysk före detta friidrottare som tävlade i häcklöpning.
Hense deltog vid EM 1990 på 400 meter häck men blev där utslagen i semifinalen. Vid VM 1991 slogs han ut redan i försöken. Han deltog vid Olympiska sommarspelen 1992 men blev där utslagen i semifinalen. 
Vid VM 1993 ingick han i stafettlaget på 4 x 400 meter som blev bronsmedaljörer efter USA och Kenya. Inidviduellt vid samma mästerskap blev han utslagen i semifinalen.

## Personliga rekord
- 400 meter häck - 48,48 från 1993